# Булкот Григорій Миколайович
Булкот Григорій Миколайович — радянський український та російський кінооператор.

## Біографічні відомості
Народився 30 липня 1959 р. Освіту отримав у Києві: закінчив середню школу № 187, Київський державний інститут театрального мистецтва ім. І. Карпенка-Карого (1988). 
Працював на Київській кіностудії ім. О. П. Довженка. 
Нині живе і працює в Москві. Член Спілки кінематографістів РФ. Член Гільдії кінооператорів СК РФ.

## Фільмографія
Працюючи в Україні, взяв участь у створенні фільмів:
- «01» (короткометражний, 1985)
- «Золотий ланцюг» (1986, асистент оператора у спіават.)
- «Місячне кіно» (короткометражний, 1986)
- «Схильність» (короткометражний, 1988)
- «Робота у нас така» (1989)
- «Тихий жах» (1989)
- «Балаган» (1990, у співавт.)
- «Добрий бог» (1990)
- «Біле місто» (1991)
- «Фестиваль смерті» (1992, виробництво — Франція, Росія)
- «Зефір у шоколаді» (1993)

В російському кінематографі працював над створенням низки художніх фільмів («Скалолазка і останній з сьомої колиски» (2007, оператор підводних зйомок), «Дівчинка» (2008), «Кураж» (2014) тощо) та деяких серій з відомих телесеріалів («Марш Турецького», «Повернення Мухтара»). Один з операторів україно-російського серіалу «Життя після життя» (2016).